# Resolución 1887 del Consejo de Seguridad de las Naciones Unidas
La resolución 1887 del Consejo de Seguridad de las Naciones Unidas, aprobada por unanimidad el 24 de septiembre de 2009 en la sesión número 6191, es una resolución acerca del mantenimiento de la paz y la seguridad internacionales, la no proliferación nuclear y el desarme nuclear, en la que «se resuelve promover un mundo más seguro para todos y crear las condiciones necesarias para un mundo sin armas nucleares, de conformidad con los objetivos del Tratado sobre la no proliferación de las armas nucleares, de forma que se promueva la estabilidad internacional, y en base al principio de la seguridad sin menoscabo para todos», así como se reafirma que la proliferación de las armas de destrucción en masa y sus sistemas vectores constituye una amenaza para la paz y la seguridad internacionales.

## Votación
La resolución fue adoptada por quince votos a favor, lo que representa la totalidad de los votos,  ningún voto en contra, y ninguna abstención.